# Cyanopepla deguttata
Cyanopepla deguttata är en fjärilsart som beskrevs av Embrik Strand 1920. Cyanopepla deguttata ingår i släktet Cyanopepla och familjen björnspinnare. Inga underarter finns listade i Catalogue of Life.